# Otto Meitinger
Otto Meitinger (* 8. Mai 1927 in München; † 9. September 2017 ebenda) war ein deutscher Architekt und Denkmalpfleger. Er war verantwortlich für den Wiederaufbau der im Zweiten Weltkrieg fast vollständig zerstörten Münchner Residenz und von 1987 bis 1995 Präsident der Technischen Universität München.

## Leben
Otto Meitinger war ein Sohn des Münchner Stadtbaurats Karl Meitinger, der 1946 in der Schrift „Das neue München“ die Bewahrung des historisch gewachsenen Stadtraumes und -bildes gefordert hatte. Nach Abitur und Kriegsdienst bei der Wehrmacht als Funker studierte Otto Meitinger nach Kriegsende an der damaligen Technischen Hochschule München Architektur. Dem folgte eine Assistententätigkeit am dortigen Lehrstuhl für Entwerfen und Denkmalpflege und die Staatsprüfung mit anschließender Ernennung zum Regierungsbaumeister (Assessor). Er wurde mit einer Dissertation zur Baugeschichte der Münchner Residenz zum Dr.-Ing. promoviert.
Erst nach seinem Studium wurde Meitinger im Wintersemester 1954/1955 Mitglied der Münchener Burschenschaft Stauffia, der bereits sein Vater angehört hatte. Ihr gehörte er bis zu seinem Tod als Alter Herr an.
1953 wurde er als junger Architekt  in die Leitung des Residenzbauamts berufen und leitete so den Wiederaufbau der im Krieg fast vollständig zerstörten Münchner Residenz. Ihr Wiederaufbau galt als beispielgebend für den Wiederaufbau vieler kriegszerstörter Baudenkmäler in Europa. Unter anderem sind seinem Einsatz der Wiederaufbau des Antiquariums, der „Reichen Zimmer“, der Hofkapelle und der Schatzkammer zu verdanken. Rechtzeitig zum 800. Stadtjubiläum Münchens 1958 konnte auch das Cuvilliéstheater, wenn auch an anderer Stelle, wiedererrichtet werden.
Ab 1963 leitete er dann die Bauabteilung der Max-Planck-Gesellschaft. In seiner Verantwortung entstanden mehr als 50 große Institutsneubauten, darunter diejenigen für das Max-Planck-Institut für Biochemie in Martinsried und für das Max-Planck-Institut für Astrophysik in Garching.
1976 wurde er als Nachfolger von Josef Wiedemann zum Ordinarius für Entwurf und Denkmalpflege an der Technischen Universität München berufen. 1983 wurde er zum Dekan der Fakultät für Architektur gewählt. 1987 erfolgte die Wahl zum Präsidenten der Hochschule, der er bis zu seiner Emeritierung im Jahr 1995 blieb. Er trug entscheidend dazu bei, die Weichen für den Ausbau des Pinakotheken-Areals und für den Forschungscampus in Garching zu stellen. Mit Hartnäckigkeit verfolgte er auch die Verlängerung der U-Bahn-Linie U 6 nach Garching.
Meitinger war Mitglied in zahlreichen Fachgremien, u. a. bei der Deutschen Akademie für Städtebau und Landesplanung, dem Bayerischen Landesbaukunstausschuss, dem Landesdenkmalrat, dem Auswahlausschuss der Bayerischen Landesstiftung und der Hypo-Kulturstiftung sowie im Bayerischen Landesverein für Heimatpflege, im Kuratorium der Philip Morris Stiftung und im Bayerischen Club.
Zur Förderung denkmalpflegerischer Projekte gründete Meitinger zusammen mit seiner Frau, der Zahnärztin Erika Meitinger geb. Schweiger (1927–2012), und seiner Schwester, der Kinderärztin Charlotte Meitinger (1921–2012), die Meitinger Stiftung.
Otto Meitinger starb am 9. September 2017 im Alter von 90 Jahren in München.

## Wichtige Bauten
Zu seinen Arbeiten als Architekt zählen
- Wiederaufbau der Residenz, München
- Palazzo Zuccari, Rom
- Umbau der Villa Hammerschmidt, Bonn
- Kaulbach-Villa, München
- Umbau von Schloss Bellevue, Berlin
- Marstallplatz, München
- Schloss Laxenburg bei Wien
- Schloss Ringberg, Tegernsee

## Ehrungen und Auszeichnungen
- Bayerischer Verdienstorden
- Großes Bundesverdienstkreuz des Verdienstordens der Bundesrepublik Deutschland
- Medaille Bene Merenti in Silber der Bayerischen Akademie der Wissenschaften (1959)
- Kommandeurkreuz des Etoile noir der französischen Ehrenlegion
- Ritterkreuz des päpstlichen Silvesterordens
- Kulturpreis München leuchtet Den Freunden Münchens in Gold (1987)
- Verdienstkreuz 1. Klasse des Verdienstordens der Bundesrepublik Deutschland (1988)
- Bayerischer Maximiliansorden für Wissenschaft und Kunst (1991)
- Bayerischer Poetentaler (1994)
- Goldene Ehrenmünze der Landeshauptstadt München (1995)
- Preisträger der Bayerischen Volksstiftung (1998)
- Ehrenbürger der Stadt München (2005)
- Ehrenband der Münchener Burschenschaft Stauffia (anlässlich seiner 50-jährigen Mitgliedschaft)
- Johann Christian von Hofenfels-Medaille (2006)
- Im Jahr 2019 wurde eine Straße im Münchener Stadtteil Aubing-Lochhausen-Langwied nach Otto Meitinger benannt.[7]